# Nantes (Quebec)
Nantes é um município na região de Estrie,  Regionalidade Municipal do Condado de Le Granit A sua população segundo o censo de 2011 era de 1.374 habitantes.

## História
Em 1856, colonizadores Escoceses fundaram os seus campos. Foi chamado em gaélico "Drum-A-Vack".  Mais tarde, famílias Franco-canadianas ocuparam esses campos em  1905.  Em 1879, a comunidade recebeu uma estação de estrada de ferro/caminho de ferro e uma estação de correios. Em 1898, chegaram à comunidade duas serrarias, dois escritórios de telégrafo e duas lojas em geral. 
Em 6 de julho de 2013, um comboio da Montreal, Maine and Atlantic Railway partiu desgovernado desta localidade e dirigiu-se rumo a Lac-Mégantic, e deu origem ao Acidente ferroviário de Lac-Mégantic de 2013 que causou uma explosão e fogo na cidade de Lac-Mégantic.

## Galeria de imagens

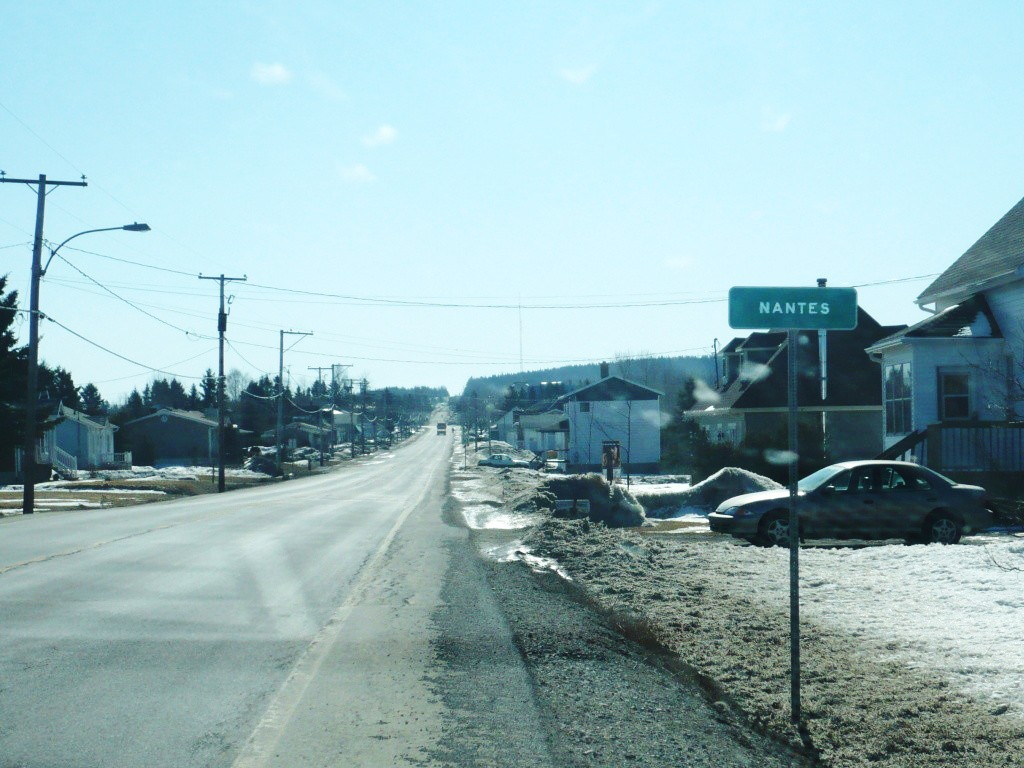
Entrada de Nantes

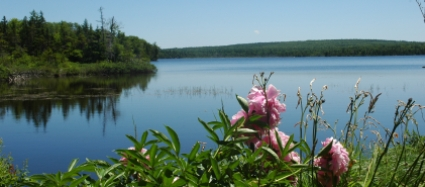
Lago perto de Nantes

## Cidade gémea
- Nantes, França